# Così leggera
Così leggera è un singolo della rapper e cantautrice italiana BigMama, pubblicato il 22 ottobre 2021.

## Descrizione
Il brano, scritto dalla stessa cantautrice con Carlo Megighian, in arte No Labels, Francesco Barbaglia, in arte Cookers, e Oliver Dawson, è prodotto da Cookers.

## Video musicale
Il video musicale, diretto da Marco Gradara, è stato pubblicato il 28 ottobre 2021 attraverso il canale YouTube della cantautrice.

## Tracce
Testi e musiche di Marianna Mammone, Carlo Megighian, Francesco Barbaglia e Oliver Dawson.
1. Così leggera – 2:53